# IC 4279
IC 4279 је спирална галаксија у сазвјежђу Хидра која се налази на листи објеката дубоког неба у Индекс каталогу.
Деклинација објекта је - 27° 7' 39" а ректасцензија 13h 32m 30,9s. Привидна величина (магнитуда) објекта IC 4279 износи 14,7 а фотографска магнитуда 15,5. IC 4279 је још познат и под ознакама ESO 509-47, MCG -4-32-32, PGC 47642.